# Richard Bassett
Richard Bassett (Cecil megye, 1745. április 2. – Kent megye, 1815. szeptember 15.) az Amerikai Egyesült Államok szenátora (Delaware, 1789–1793).